# Sonata per pianoforte n. 28 (Beethoven)

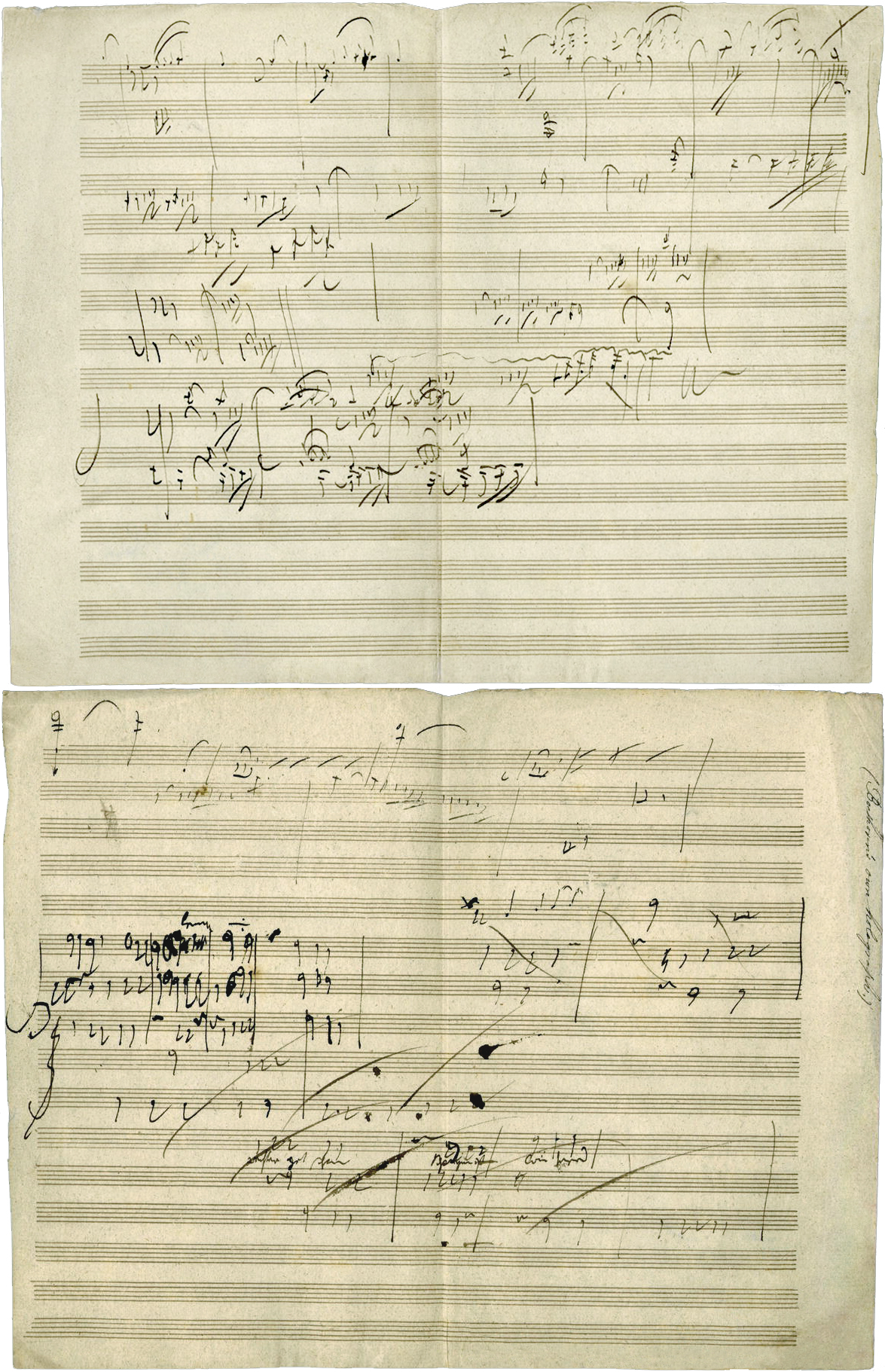
Il manoscritto della sonata

La sonata per pianoforte n. 28 di Beethoven venne composta principalmente nel corso del 1816 (tuttavia i primi abbozzi risalgono all'estate 1815, periodo in cui il compositore lavorava all'op.102) e fu terminata nel novembre dello stesso anno. È dedicata alla baronessa Dorothea von Ertmann, una delle sue allieve preferite nonché pianista di grande talento.
In origine anche l'Op. 101 — come la successiva Op. 106 — avrebbe dovuto portare il titolo "Hammerklavier", denominazione poi lasciata solo per la celebre sonata in Si bemolle maggiore.

## Struttura
La sonata n. 28 è strutturata in 4 movimenti, i cui titoli sono stati scritti da Beethoven in tedesco, come nel caso della precedente sonata in Mi minore, Op. 90.
1. Etwas lebhaft, und mit der innigsten Empfindung
[Un po' vivace e con il sentimento più intimo]. Allegretto, ma non troppo
2. Lebhaft. Marschmäßig
[Vivace alla Marcia] (in Fa maggiore)
3. Langsam und sehnsuchtsvoll
[Lento e pieno di ardente ispirazione]. Adagio, ma non troppo, con affetto (in La minore)
4. Geschwind, doch nicht zu sehr und mit Entschlossenheit
[Presto, ma non troppo, e con decisione]. Allegro

Secondo Richard Wagner il tema su cui è basato il primo movimento costituiva un modello ideale di "melodia infinita".
Il Vivace alla Marcia rompe il clima sereno che ha dominato nella sonata fino a quel momento; tuttavia al suo interno troviamo un trio sviluppato in forma di canone dal sapore decisamente opposto, a tratti riflessivo.
Il terzo movimento - estremamente conciso - riprende la melodia iniziale per alcune battute ma viene subito interrotta da una pausa, creando un'atmosfera di attesa. Segue una ripetizione dell'inciso finale appena esposto, sempre più acuto e rapido; una scala discendente (Presto) conduce a una serie di trilli, sfociando così nel contrappuntistico Allegro finale.

## Analisi del Primo movimento
Il Primo movimento della sonata ha come metro sei ottavi nella tonalità di base di la maggiore. L'indicazione agogica (o tempo) indicata è “Allegretto, ma non troppo”. In realtà Beethoven, influenzato dalle nuove idee di "purificazione della lingua germanica", scrive l'indicazione del tempo in lingua tedesca: "Etwas lebhaft, und mit der innigsten Empfindung"; che tradotta in italiano significa: "Un poco animato e con il più intimo sentimento". Senz'altro un'indicazione molto più esplicita della classica e consueta dicitura originale in lingua italiana. La struttura formale è quella della forma-sonata con le tre parti: Esposizione - Sviluppo - Ripresa con Coda finale. Alcuni commentatori, in riferimento alla struttura formale, propongono più semplicemente una forma tripartita senza riferimenti alla forma-sonata. Non si può comunque negare l'impronta più lirica che drammatica, tipica quest'ultima della forma-sonata, di questo primo tempo dove le due idee (primo e secondo tema) "sono così connaturate che è impossibile scinderle". Non più una contrapposizione tra i vari temi bensì "un dialogo, una frase che risponde ad un'altra, oppure una unica voce che ripete qualcosa con un'inflessione leggermente diversa". Se manteniamo l'idea della classica "forma-sonata", in questa sonata, tale forma va vista come una logica ed evoluta derivazione: prima parte (esposizione), dove i vari temi sono connaturati, strettamente derivati uno dall'altro; seconda parte (sviluppo), privo di virtuosismo sia esecutivo che compositivo, teso a raggiungere la massima sensibilità espressiva musicale; terza parte (ripresa/finale) che riprendendo lo spirito iniziale chiude la composizione dando la sensazione di un ulteriore sviluppo.

### Esposizione
L'Esposizione occupa le prime 35 misure, in esse si individua il primo tema, un secondo gruppo tematico e una codetta. Il tema principale è sviluppato su tre semifrasi da misura 1 a misura 6: una prima semifrase ascendente (misure 1 - 2); una seconda semifrase in discendente (misure 3 - 4); e la ripetizione della prima semifrase (misure 5 - 6). Si nota subito il carattere discorsivo di questo tema, sembra "di cogliere un avvenimento musicale già in corso" e la terza frase sembra proprio ripetere la prima "con un'inflessione leggermente diversa". Da un punto di vista armonico il tema non inizia alla tonica (la maggiore) ma alla dominante: la prima semifrase inizia e termina in mi maggiore (da notare anche il basso "fermo" sul mi sia nella prima che nell'ultima semifrase). Un'altra ambiguità armonica è data dalla presenza della tonalità relativa minore (fa diesis minore): si trova sia all'inizio della seconda semifrase che alla conclusione del tema principale. [batt. 1-6]
Una codetta di due misure (battute 7 - 8) introduce direttamente il secondo gruppo tematico. In questo movimento il secondo tema non è ben definito; in effetti dal primo tema si sviluppa una "ininterrotta linea melodica" fino alla codetta dell'esposizione e i vari temi secondari "posseggono un'identità semindipendente". Secondo i vari commentatori il secondo tema potrebbe iniziare a misura 9, oppure a misura 12, oppure a misura 16 o anche a misura 23.[batt. 9-25]
Volendo individuare precisamente il secondo tema, la melodia a battuta 16 sembra la più "aderente a tutta la linea melodica precedente", infatti è "tenera senza sentimentalismi ... carezzevole senza sensualità ... interroga senza attendere risposta"; mentre in realtà l'ultimo motivo (quello a misura 23) è più che altro una cadenza per introdurre le ultime otto misure conclusive (codetta dell'esposizione) caratterizzate da accordi sincopati sul terzo e sul sesto tempo di 6/8 (le figure sincopate sono tipiche dello stile del terzo periodo beethoveniano) già presenti a battuta 23, e per questo il tema conclusivo si distacca dal fluire discorsivo precedente. L'accordo di dominante (mi maggiore) in chiusura di questo tema, conferma definitivamente la tonalità d'impianto (la maggiore). [batt. 23-34]

### Sviluppo
Lo Sviluppo è racchiuso in una ventina di misure (da misura 35 a misura 54) e si presenta "ricco di misteriose e indefinibili risonanze romantiche". Da un punto di vista formale lo sviluppo inizia riprendendo il tema principale (al basso) mentre la mano destra prosegue con le figure sincopate della coda dell'esposizione. Questa figurazione presentata due volte, la prima (a misura 35) nell'ambito della dominante (mi maggiore), la seconda volta un semitono sopra, consegue in una mirabile espressione lirica (Alfredo Casella nella sua revisione critica dell'opera a questo punto sulla partitura aggiunge: "ridestandosi"). Da un punto di vista armonico la tonalità relativa minore (fa diesis minore), che normalmente giunge verso la fine dello sviluppo, qui compare prima a battuta 40. In effetti l'innalzamento di un semitono a misura 38 serve per impostare l'accordo di do diesis maggiore settima/quinta diminuita, dominante della tonalità relativa minore. [batt. 35-42]
Il ritmo sincopato che domina per tre quarti lo sviluppo raggiunge la massima espressività a misura 48 quando le note legate vengono sostituite con degli sforzando sui tempi deboli. Segue una fase modulante (necessaria per il rientro della tonalità di base): a misura 52 il ritmo si ferma su una corona su un accordo di sol diesis maggiore settima, "visto" come un accordo di settima di dominante di do diesis minore, ossia il quinto grado (sol #) del terzo grado (do #) che viene raggiunto una misura dopo. "A questo punto la dominante principale, il mi maggiore, è solamente a un passo".

### Ripresa
Il ritorno (Ripresa - da misura 55) al tema principale (e quindi alla tonalità d'impianto) avviene passando attraverso la tonica minore (la minore). Rispetto all'esposizione la melodia è suonata una ottava sopra, mentre il basso dialoga in modo antifonale disegnando una linea melodica che dal mi basso sale fino al mi centrale (battute 56 -58). Il vero ritorno del tema si ha a misura 58 nella tonalità di base (la maggiore) ma sempre una ottava sopra. In realtà si tratta di una ricapitolazione abbreviata in quanto mancano le battute dalla terza alla settima misura e si passa quindi direttamente alla codetta del tema.
La riesposizione dell'area dei temi secondari è regolare (senza abbreviazioni) ed è fatta una quarta sopra per rispettare la regola secondo la quale nella ripresa tutti i temi devono rientrare nella tonica. La codetta (misure 72 -76) dell'area dei secondi temi, esposta alla tonica (nell'esposizione era alla dominante), prepara la coda finale. Come nell'esposizione, questa inizia con una serie di accordi sincopati "portati ad un culmine fortissimo con una scrittura densa di accordi di nona" ai quali segue il ritorno della più pacata modalità lirica (episodio conclusivo). Otto misure prima della fine una cadenza dominate-tonica su accordi sincopati prepara un lungo ritardando di cinque misure che porta le due mani dal centro della tastiera ai suoi estremi.

### Schema riassuntivo
| Parte           | Sezione                    | Sottosezione            | Grado                                  | Tonalità                     | Battute:da-a |
| --------------- | -------------------------- | ----------------------- | -------------------------------------- | ---------------------------- | ------------ |
| Esposizione     | Tema principale            | Prima semifrase         | V (dominante)                          | mi magg.                     | 1 – 2        |
| Esposizione     | Tema principale            | Seconda semifrase       | VI (relativa minore)                   | fa diesis minore             | 2 - 4        |
| Esposizione     | Tema principale            | Terza semifrase         | V (dominante) => VI (relativa minore)  | mi magg. => fa diesis minore | 4 - 6        |
| Esposizione     | Tema principale            | Codetta del tema        | VI (relativa minore)                   | fa diesis minore             | 7 - 8        |
| Esposizione     | Secondo gruppo tematico    | Primo tema secondario   | (area della dominante/relativa minore) |                              | 9 - 11       |
| Esposizione     | Secondo gruppo tematico    | Secondo tema secondario | (area della dominante/relativa minore) |                              | 11 - 16      |
| Esposizione     | Secondo gruppo tematico    | Terzo tema secondario   | (area della dominante/relativa minore) |                              | 16 - 20      |
| Esposizione     | Secondo gruppo tematico    | Codetta del gruppo      | V (dominante)                          | mi magg.                     | 20 - 24      |
| Esposizione     | Coda dell’Esposizione      |                         | V (dominante)                          | mi magg.                     | 24 - 35      |
| Sviluppo        | Sviluppo del tema          |                         | VI (relativa minore)                   | fa diesis minore             | 35 - 54      |
| Ricapitolazione | Tema principale            | Falsa ripresa           | I (tonica minore)                      | la minore                    | 55 - 57      |
| Ricapitolazione | Tema principale            | Prima semifrase         | I (tonica)                             | la magg.                     | 58 - 59      |
| Ricapitolazione | Tema principale            | Codetta del tema        | V (dominante)                          | mi magg.                     | 59 - 60      |
| Ricapitolazione | Secondo gruppo tematico    | Primo tema secondario   |                                        |                              | 61 - 62      |
| Ricapitolazione | Secondo gruppo tematico    | Secondo tema secondario |                                        |                              | 63 - 68      |
| Ricapitolazione | Secondo gruppo tematico    | Terzo tema secondario   | => I (tonica)                          | => la magg.                  | 68 - 72      |
| Ricapitolazione | Secondo gruppo tematico    | Codetta del gruppo      | I (tonica)                             | la magg.                     | 72 - 76      |
| Coda finale     | Accordi sincopati          |                         | I (tonica)                             | la magg.                     | 76 - 88      |
| Coda finale     | Episodio lirico conclusivo |                         | I (tonica)                             | la magg.                     | 88 - 95      |
| Coda finale     | Cadenza finale             |                         | V (dominante) - I (tonica)             | mi magg. - la magg.          | 95 - 102     |

## Analisi del Secondo movimento
Il Secondo movimento della sonata ha come metro quattro quarti nella tonalità di base di fa maggiore. L'indicazione agogica (o tempo) indicata è “Vivace alla Marcia”. La struttura formale è quella ternaria di una "marcia con trio".

### Marcia
Il cambio di tonalità tra il primo e il secondo movimento (da la maggiore a fa maggiore - tonalità sul sesto grado abbassato) è abbastanza tipico in Beethoven e "denota sempre un drammatico mutamento di stati d'animo" accentuato ancor di più dal contrasto ritmico tra i due movimenti: il fluttuante 6/8 e quello guerriero ed eroico della marcia. Il tema della marcia si presenta su otto misure ripetute: la prima volta dalla tonica (fa maggiore) alla tonica (passando per la dominante - do maggiore settima); la seconda volta dalla tonica alla dominante (do maggiore). [batt. 1-10]
Seguono tre battute di chiusura (codetta del tema) che ripropongono alla tonica la cadenza sulla dominante (di misura 10). L'ultima di queste tre misure (battuta 13) si chiude su un la (terzo grado) non armonizzato. Il la è la dominante del relativo minore di fa maggiore: re minore; ed è in questo ambiente armonico che si muove lo sviluppo della marcia per raggiungere a misura 27 la tonica minore (fa minore); "procedimento standard per preparare in maniera consueta il ritorno del primo periodo nella tonica maggiore". Lo sviluppo della marcia è impostato su procedimenti imitativi come il canone a due voci nella parte iniziale.. [batt. 14-16]
Al raggiungimento della tonica minore s'interrompe anche il ritmo: manca l'attacco sul primo tempo della battuta. La nuova tonalità viene confermata anche alle battute 30 e 31 alle quali fa seguito un'elaborazione più cantabile del tema della marcia su un pedale di re bemolle basso (da misura 32 a misura 35). Questa nota era già apparsa a misura 27 in una legatura alla battuta seguente. [batt. 27-32]
Questo episodio sfocia in una dominante (do) tenuta al basso (da misura 36) che prepara il ritorno della tonica (fa maggiore). [batt. 34-38]
La Ripresa (a misura 42) è ancora nell'armonia della dominante, ma dopo 4 misure, alla fine dello stretto contrappuntistico a tre voci, finalmente appare la tonica (fa maggiore) con un atteggiamento musicale tipico di Beethoven: un improvviso "piano dolce" dopo un "fortissimo". È in questa ripresa del tema della marcia che appare maggiormente lo spirito contrappuntistico di questo secondo tempo; ma anche i contrasti, infatti è ancora tipico di Beethoven "far seguire immediatamente ad un [passaggio] stretto ferreo ed asciutto un passaggio scherzoso" dove le mani s'incrociano raggiungendo le regioni estreme della tastiera. [batt. 42-46]
Questa ripresa non è simmetrica all'esposizione: utilizza comunque vari motivi collegati al tema principale che funzionano come cadenze. La marcia è chiusa da una cadenza perfetta (o autentica): dominante - tonica (misura 57).

### Trio
Il Trio seguente è una pagina rigorosamente canonica armonizzata nella tonalità di si bemolle maggiore (tonica provvisoria del trio). Questo trio "è una delle più straordinarie dimostrazioni di come si possa ottenere, da combinazioni contrappuntistiche e motivi che chiunque altro avrebbe considerato intellettualmente goffi, una musica piena di grazia e delicatezza". Le prime dieci misure (ritornellate) espongono il tema del canone che "parte" sulla dominante (fa - la tonica [si bemolle] si presenta nella seconda battuta del tema).[batt. 60-65]
Dalla battuta 70 il tema del canone viene sviluppato utilizzando un inciso ("inciso del canone") apparso a misura 63. A misura 89 ricompare il tema del canone (ripresa - o stretta finale) ma circoscritto alle sole prime due misure. In realtà questa ripresa è una preparazione al ritorno della tonalità di base (fa maggiore) della marcia iniziale: inizialmente il canone si presenta in si bemolle (tonica del trio), quindi (battuta seguente) modula sul mi minore quinta diminuita, quest'ultimo accordo introduce la settima di dominante (do maggiore settima) della tonalità di base del movimento (fa maggiore). A questo punto un lungo pedale di dominante (do per dieci misure) insieme ad un progressivo aumento dell'eccitazione ritmica ci riporta alla marcia iniziale la cui parte ritmica è già presente nelle ultime 4 battute del trio. Il trio si conclude (a misura 99) con una cadenza perfetta: do maggiore settima - fa maggiore (siamo rientrati decisamente nella tonalità della marcia). [batt. 89-94]
Il movimento si conclude con la ripetizione abbreviata (senza ritornelli) della marcia.

### Schema riassuntivo
| Parte  | Sezione                              | Sottosezione                 | Grado                                                                    | Tonalità                                                | Battute:da-a |
| ------ | ------------------------------------ | ---------------------------- | ------------------------------------------------------------------------ | ------------------------------------------------------- | ------------ |
| Marcia | Esposizione                          | Prima frase                  | I (tonica)                                                               | fa maggiore                                             | 1 – 9        |
| Marcia | Esposizione                          | Seconda frase                | I (tonica) => V (dominante)                                              | fa maggiore => do maggiore                              | 1 - 8, 10    |
| Marcia | Esposizione                          | Codetta                      | V (dominante) => I (tonica)/III (mediante)                               | do magg. => fa magg./la                                 | 11 - 13      |
| Marcia | Sviluppo                             | Prima fase (canone a 2 voci) | III (mediante) => I (tonica minore)                                      | re minore => fa minore                                  | 14 - 27      |
| Marcia | Sviluppo                             | Seconda fase (cantabile)     | I (tonica minore) => V (dominante)                                       | fa minore => do maggiore                                | 28 - 41      |
| Marcia | Ripresa                              | Tema (abbreviato)            | I (tonica)                                                               | fa maggiore                                             | 42 - 45      |
| Marcia | Ripresa                              | Coda della marcia            | I (tonica)                                                               | fa maggiore                                             | 46 - 58      |
| Trio   | Tema del trio                        |                              | I (tonica-T) => V (dominante-T)                                          | si bemolle maggiore (nuova tonica del trio) => fa magg. | 60 - 69      |
| Trio   | Sviluppo del trio                    |                              | V (dominante-T) => I (tonica-T)                                          | fa magg. => si bemolle magg.                            | 70 - 88      |
| Trio   | Ripresa abbreviata del trio          |                              | I (tonica-T) => II (sopratonica-T = dominante della tonica della marcia) | si bemolle maggiore => do magg.                         | 89 - 91      |
| Trio   | Stretto finale (pedale di dominante) |                              | V (dominante) => I (tonica)                                              | do magg. => fa magg.                                    | 92 - 99      |

## Analisi del Terzo movimento
Il Terzo movimento della sonata ha come metro due quarti nella tonalità di base di la minore. L'indicazione agogica (o tempo) indicata è “Adagio, ma non troppo, con affetto”. La struttura formale è binaria: tema e sviluppo; in realtà questo "non è un movimento a sé, ma una breve introduzione al finale".

Le prime otto misure presentano il tema (esposizione) di questo breve adagio di 20 battute in tutto. La melodia inizia con un accordo di settima di dominante di la minore (mi maggiore settima) e un breve inciso (seconda parte della prima misura), che verrà utilizzato largamente nello sviluppo, e si chiude con una cadenza sulla tonalità relativa maggiore (do maggiore). Il tema ha un carattere sinfonico determinato anche dall'ascesa, tipicamente sinfonica, delle armonie alla quinta e settima misura. [batt. 1-8]
Nello sviluppo (da misura 9) l'inciso della seconda parte della prima misura del tema acquista "nelle vibrazioni sonore che si riprendono per ottava, una romantica indeterminatezza". L'armonia è quella della tonalità relativa maggiore (do maggiore) e l'inciso, sviluppato in imitazione tra le due mani, si presenta ora ostinatamente sul quinto grado (sol) della nuova tonalità (analogamente nell'esposizione l'inciso si presenta sulla nota mi - quinto grado di la minore). [batt. 9-13]
Questa fase statica (misure 9 - 13) si sblocca nelle tre progressioni seguenti (misure 14 - 16) con una serie di settime diminuite che "suggeriscono la conoscenza della "Fantasia cromatica e fuga" di Johann Sebastian Bach". [batt. 14-16]
Un cadenza conclusiva (su un libero arpeggio di mi maggiore), preceduta da una breve coda su un pedale di mi, ci riporta al primo movimento sia armonicamente che tematicamente.

### Schema riassuntivo
| Parte           | Sezione                                  | Grado                                  | Tonalità                          | Battute:da-a |
| --------------- | ---------------------------------------- | -------------------------------------- | --------------------------------- | ------------ |
| Esposizione     | Esposizione                              | I (tonica) => III (relativa maggiore)  | la minore => do maggiore          | 1 – 8        |
| Sviluppo e Coda | Imitazione dell'inciso iniziale del tema | III (relativa maggiore)                | do maggiore                       | 9 - 13       |
| Sviluppo e Coda | Progressioni di settime diminuite        |                                        | re # 7a dim/do # 7a dim/si 7a dim | 14 - 16      |
| Sviluppo e Coda | Coda                                     |                                        | pedale di mi                      | 17 -19       |
| Sviluppo e Coda | Cadenza conclusiva                       | I (tonica relativa al primo movimento) | mi magg.                          | 20           |

## Analisi del Quarto movimento
Il Quarto movimento della sonata ha come metro sei ottavi trasformato subito in due quarti nella tonalità di base di la maggiore. L'indicazione agogica (o tempo) indicata è “Tempo del primo pezzo”. La struttura formale è quella della forma-sonata. Lo sviluppo è caratterizzato da una fuga.

### Introduzione
Le prime 12 battute sono una introduzione basata sulle prime quattro misure del primo movimento (misure 1 - 4). Le misure da 5 a 7 riprendono in accelerazione e progressione ascendente la terzina finale di crome ("inciso della terzina") della misura 4 fino ad un accordo di settima di dominante (mi maggiore settima a misura 8). Quindi una scala discendente di biscrome si trasforma in una serie di trilli sostenuti da una serie di accordi sempre sulla settima di dominante di la maggiore (tonalità di base). L'ultimo trillo sulla dominante (nota mi) introduce finalmente il tema del quarto movimento.[batt. 1-8]
Questo richiamo ai temi del primo movimento "fa pensare alla concezione organica e di natura poemica della sonata". Inoltre, questo procedimento, rapsodico e apparentemente per tentativi, diviene quasi una costante nelle ultime composizioni di Beethoven. Da notare ancora come il Compositore soffermandosi sull'inciso della terzina ne consideri i potenziali sviluppi: nelle misure da 4 a 7 si presenta continuamente con una terza discendente ora maggiore ora minore; quasi un interrogativo la cui risposta sarà il fugato che viene.

### Esposizione
L'esposizione a misura 13 presenta subito il tema del movimento nelle classiche 8 misure. Sia la natura del tema che il modo come viene esposto evidenzia immediatamente il suo carattere fugato. Nella prima esposizione (a battuta 21 ci sarà una seconda esposizione) l'imitazione si presenta alla mano sinistra. Il tema è caratterizzato da un "risoluto" motto di due battute ripetute e, per le rimanenti altre quattro misure, da un rapido passaggio con un accompagnamento sincopato concluso con una modulazione alla dominante (mi maggiore) passando per la dominante di dominante (si maggiore settima). [batt. 13-20]
A misura 21 inizia la seconda esposizione o controesposizione con l'inversione delle mani (l'imitazione ora è alla mano destra) con un contrappunto doppio all'ottava con l'armonia della dominante. Riesposto il tema, a misura 28 una codetta più melodica (un tema rustico di Jodler su un pedale di dominante) chiude l'esposizione dei primi temi con l'ultima ripresa del tema principale (misure 37 - 40). Segue una fase di transizione o Ponte modulante. Una serie di quartina di semicrome in imitazione conduce ad una idea secondaria semplice ed espressiva (da misura 45) che ha la funzione di chiudere la zona assegnata alla tonica. Il passaggio alla dominante avviene semplicemente nelle ultime quattro battute di questa fase sulla settima della dominante della dominante (si settima maggiore).[batt. 45-60]
Il secondo gruppo tematico è composto da tre temi. (1) Una semplice linea melodica in imitazionee e senza accompagnamento derivata dal tema d'apertura, (2) il secondo è un ampliamento cantabile, quasi danzante del tema della fuga e (3) il terzo è una cadenza in "staccato" che alla fine modula alla dominante (mi) passando per la settima di dominante di dominante (si maggiore settima).[batt. 61-93]

### Sviluppo
Poche battute d'introduzione (misure 95 - 103) preparano la fuga che occupa interamente lo sviluppo di questo tempo. La fuga inizia nel modo minore, mentre l'esposizione termina in mi maggiore; è quindi compito dell'introduzione modulare dal modo maggiore a quello minore: ciò viene fatto da un arpeggio (misura 102) sulla tonica minore (la minore) preceduto da un accordo sulla tonica maggiore.
È la prima volta che Beethoven introduce in un tempo di sonata per pianoforte una fuga. Lo scopo è quello di valorizzare al massimo l'espressività del tema. Qui Beethoven dimostra chiaramente come la sua opera abbia abbattuto qualunque barriera di divisione tra le varie forme espressive: "per lui ogni mezzo può essere necessario ai fini del suo pensiero".
La fuga è a quattro voci e le varie entrate del tema non seguono lo schema tonale classico (tonica - dominante) bensì: prima entrata, la minore (tonica della fuga) - seconda entrata, do maggiore (tonalità relativa maggiore) - terza entrata, re minore (sottodominante) - quarta entrata, la minore (tonica)[batt. 102-127]
Il controsoggetto è realizzato con l'inversione della quartina di semicrome (seconda battuta del tema della fuga).[batt. 111-114]
Alla fine di un primo "divertimento" (basato sulla parte finale della fuga) il tema è presentato brevemente in rivolto (battuta 149 e seguenti). Nella stretta finale (da misura 190) il tema acquista una espressività sempre più grandiosa fino alla cadenza conclusiva dello sviluppo.

### Ripresa e Coda finale
Con la ripresa (misura 213) ritorna il tema principale, immutato rispetto all'esposizione. Nella seconda esposizione del tema principale (misura 221e seguenti), alla dominante, l'indicazione "dolce un poco espressivo" contrasta con l'esibizione precedente di violenza della fuga; evidentemente Beethoven ha voluto in questo modo equilibrare la dinamica del movimento prima che diventi troppo monotona. Un'altra modifica nella riesposizione del primo gruppo di temi è la trasposizione alla sottodominante (re maggiore) del Ponte modulante a misura 243. Il gruppo dei temi secondari rimane immutato da un punto di vista tonale.

La coda finale riprende l'inciso dell'ultima battuta della ripresa (misura 282) e lo ripropone al basso per quattro volte fino ad un misterioso accordo di la maggiore settima che in realtà va inteso come dominante della sottodominante. Infatti riappaiono subito le prime due note della fuga trasposte in re maggiore. A queste fa seguito la ripresa della fuga in re minore che in realtà dopo otto misure (battuta 396) termina per dare spazio al tema di Jodler (la codetta a misura 28 dell'esposizione). Un sommesso trillo al basso (misura 328), simile al rullo di un tamburo, sul quale risuona una nuova variante del tema conduce alle ultime tre battute di accordi in fortissimo sulla tonica e suoi rivolti.

### Schema riassuntivo
| Parte        | Sezione                                | Sottosezione              | Grado                                                | Tonalità                                     | Battute:da-a |
| ------------ | -------------------------------------- | ------------------------- | ---------------------------------------------------- | -------------------------------------------- | ------------ |
| Introduzione | (temi del 1° movimento)                |                           | V (dominante)                                        | mi maggiore                                  | 1 - 8        |
| Esposizione  | Tema principale                        | Prima presentazione       | I (tonica) => V (dominante)                          | la magg. => mi magg.                         | 9 - 20       |
| Esposizione  | Tema principale                        | Seconda esposizione       | V (dominante)                                        | mi magg.                                     | 21 -24       |
| Esposizione  | Tema principale                        | Codetta del tema (Jodler) | V (dominante)                                        | mi magg.                                     | 28 - 35      |
| Esposizione  | Tema principale                        | Breve ripresa del tema    | I (tonica)                                           | la magg.                                     | 36 - 40      |
| Esposizione  | Ponte modulante                        |                           | => (II - sopratonica) V (dominante)                  | => (si magg. 7a) mi magg.                    | 41 - 60      |
| Esposizione  | Gruppo di temi secondari               | Prima tema                | V (dominante)                                        | mi magg.                                     | 61 - 70      |
| Esposizione  | Gruppo di temi secondari               | Secondo tema              | V (dominante)                                        | mi magg.                                     | 71 - 77      |
| Esposizione  | Gruppo di temi secondari               | Terzo tema                | V (dominante)                                        | mi magg.                                     | 78 - 93      |
| Sviluppo     | Introduzione                           |                           | V (dominante magg.) => I (tonica minore)             | mi magg. => la minore                        | 95 - 103     |
| Sviluppo     | Fuga a 4 voci                          |                           | 1.tonica - 2.relativa magg. - 3.sottodom. - 4.tonica | la minore - do magg. - re minore - la minore | 104 - 212    |
| Ripresa      | Tema principale                        | Prima presentazione       | I (tonica) => V (dominante)                          | la magg. => mi magg.                         | 213 - 220    |
| Ripresa      | Tema principale                        | Seconda esposizione       | V (dominante)                                        | mi magg.                                     | 221 - 232    |
| Ripresa      | Ponte modulante                        |                           | IV (sottodominante)                                  | re magg.                                     | 233 - 250    |
| Ripresa      | Gruppo di temi secondari               | Prima tema                | I (tonica)                                           | la magg.                                     | 251 - 260    |
| Ripresa      | Gruppo di temi secondari               | Secondo tema              | I (tonica)                                           | la magg.                                     | 260 - 268    |
| Ripresa      | Gruppo di temi secondari               | Terzo tema                | I (tonica)                                           | la magg.                                     | 268 - 283    |
| Coda finale  | Ponte modulante                        |                           | => I (dominante della sottodom.)                     | => la magg.                                  | 284 - 294    |
| Coda finale  | Tema della fuga                        |                           | IV (sottodom.)                                       | re magg.                                     | 294 - 305    |
| Coda finale  | Codetta (Jodler)                       |                           | V (dominante)                                        | mi magg.                                     | 306 - 327    |
| Coda finale  | Variante del tema e accordi conclusivi |                           | I (tonica)                                           | la magg.                                     | 328 - 342    |